# José María de Nadal Vilardaga
José María de Nadal Vilardaga (Barcelona, 30 de abril de 1845 – ibídem, 1909) fue un político español. Casado con Antonia Ferrer Nin, fue padre del también político Joaquín María de Nadal Ferrer (1883-1972). Su cuñado Odón Ferrer Nin también fue alcalde de Barcelona.

## Biografía
Fue bautizado el 30 de abril de 1845 en Barcelona. Fue hijo de Juan de Nadal Pujolà y renunció al título nobiliario de Marqués de la Unión del Llano que fue concedido por la esposa de Alfonso XII, María Cristina de Habsburgo-Lorena, llamada por el pueblo «Doña Virtudes», por haber firmado el Decreto de Agregación el 20 de abril de 1897 por el cual los barrios de: Gracia, Sants, Les Corts, Horta, San Martín de Provensals, San Gervasio de Cassolas y más tarde Sarriá, pasaban a formar parte del término municipal de Barcelona. Fue uno de los primeros administradores de la primera sucursal del Banco de España en Barcelona y miembro del consejo de administración del Banco de Barcelona desde 1892 hasta su muerte en 1909.
En la vertiente empresaríal heredó el holding Nadal i Ribó que fundó su tatarabuelo en el año 1828 y que tuvo su época de mayor esplendor durante principios del siglo XIX. La familia Nadal era un ejemplo de acumulación progresiva y lenta penetración en el núcleo de potentados de la ciudad.
Vinculado al Partido Liberal Conservador, en 1875 fue nombrado concejal del Ayuntamiento de Barcelona donde fue alcalde entre junio de  1896 y julio de 1897. En 1877 representó los intereses de los más desfavorecidos en el Llano de Barcelona que se oponían a la anexión. Fue elegido diputado por el distrito de Gracia en las elecciones generales de España de 1876 y en las elecciones generales de España de 1879, y senador por la provincia de Barcelona en 1899-1900. Durante su mandato defendió las medidas proteccionistas y los intereses del Fomento de la Producción Nacional. También fue vocal de la Caja de Ahorros y Monte de Piedad de Barcelona en el año 1883.
El 1883 fue fundador del Círculo Liberal Conservador de Barcelona, presidente del Círculo del Gran Teatro del Liceo de Barcelona (1880-1882) y en 1884 fue nombrado comisario de agricultura y comercio de Barcelona. Pasó estancias en Caldetas como veraneante. Casado con Mª Antonia Ferrer Nin, hermana de Odón Ferrer Nin, también alcalde de Barcelona. Fue gran amigo de Ferran Valls i Taberner